# Северотаёжный акмеопс
Северотаёжный а́кмеопс, или Гната́кмеопс светлокры́лая, или Акмеопс светлокрылая (Gnathácmaeops praténsis, syn Ácmaeops praténsis) — жук из подсемейства Усачики (Lepturinae) семейства усачей, или дровосеков (Cerambycidae).

## Описание
Тело коренастое, чёрное, длиной 6,5–9 мм у самцов и 7,5–10,5 мм у самок.  
Голова сплошь в крупной пунктировке, за глазами постепенно сужается. Усики матово-чёрные, у самцов заходят за середину надкрылий, у самок не достают её. 
Переднеспинка блестящая, с заметными гладкими участками, с относительно редкой пунктировкой; выпуклая, на диске с едва заметной продольной бороздкой, в умеренной пунктировке, спереди заметно суженная, около вершины с резким перехватом, на основании с заметной поперечной бороздкой, на переднем крае тонко отогнутая, на заднем окантованная.   
В отличие от видов близкого рода Acmaeops, голова и переднеспинка покрыты не лежачими, а стоячими длинными волосками.   
Щиток треугольный, на вершине узкозакругленный, в более или менее плотной пунктировке.  
Надкрылья в плечах расширенные, с характерными для этого вида сильно выступающими плечевыми буграми, на вершине усечённые, на внутренних углах чуть оттянутые, покрыты плотной пунктировкой и полуприлегающими светлыми волосками. Цвет надкрылий жёлтый, светло-коричневый или темно-коричневый, с чёрной или чёрно-бурой окантовкой по шву и вершине и такого же цвета полосой, идущей от плечевых бугров на диске назад; изредка надкрылья на большей части вычернены или сплошь коричневые. 
Ноги чёрные. Задние голени тонкие, к вершине чуть утолщённые, значительно длиннее лапок, первый членик последних вдвое длиннее второго. 

## Распространение
Ареал охватывает почти всю Северную Палеарктику. В Северной Америке отсутствует, а многочисленные указания на Неарктику связаны с Gnathacmaeops longiceps (Kirby, 1837).

## Экология и местообитания
Обитает в зоне хвойных лесов с сосной и елью, в горы поднимается до 2000 м н. у. м. На севере заходит за Полярный круг до границы распространения хвойных лесов. 

## Биология
Жизненный цикл вида длится два года. Время лёта взрослого жука — с июня по август. Имаго посещают цветы зонтичных, розоцветных и других растений. Самки откладывают яйца в щели коры сваленных и усохших, а также стоящих на корню хвойных деревьев родов Сосна (Pinus) и Ель (Picea). Личинки развиваются под мёртвой, отслаивающейся корой, свободно перемещаясь в полостях и по ходам других насекомых и прокладывая извилистые ходы вдоль ствола. Окукливание происходит в почве, реже под корой весной после второй зимовки.

## Охранный статус
Вид внесён в Красную книгу Мурманской области в категории 4 и статусе «Объекты животного и растительного мира, имеющие неопределённый статус, по которым нет достаточных данных».

## Таксономия
Leptura pratensis Laicharting, 1784 — типовой вид рода Gnathacmaeops Linsley & Chemsak, 1972.
В соответствии с современной классификацией, род Gnathacmaeops отнесён к выделенной в 2022 году трибе Cariliini Zamoroka подсемейства Усачики.